# منی جابر آدم
منی جابر آدم (زادهٔ ۶ ژانویهٔ ۱۹۸۷) ورزشکار دو و میدانی زن رشته دو با مانع اهل سودان است که در مجموع در بازی‌های آفریقایی و بازی‌های پان عربی برندهٔ ۴ مدال طلا، ۱ مدال نقره و ۱ مدال برنز شده‌است.

## دستاوردها
| سال                  | مسابقه                        | محل برگزاری          | مقام                 | رویداد               | توضیحات              |
| به نمایندگی از سودان | به نمایندگی از سودان          | به نمایندگی از سودان | به نمایندگی از سودان | به نمایندگی از سودان | به نمایندگی از سودان |
| -------------------- | ----------------------------- | -------------------- | -------------------- | -------------------- | -------------------- |
| ۲۰۰۳                 | مسابقات قهرمانی جوانان جهان   | شربروک، کانادا       | ۶ام                  | ۴۰۰ متر              | ۵۴٫۲۸                |
| ۲۰۰۳                 | بازی‌های آفریقای               | آبوجا                | ۱۲ام (h)             | ۴۰۰ متر              | ۵۴٫۴۳                |
| ۲۰۰۴                 | مسابقات قهرمانی نوجوانان جهان | گروستو               | ۱۰ام (sf)            | ۴۰۰ متر              | ۵۴٫۴۹                |
| ۲۰۰۶                 | مسابقات قهرمانی نوجوانان جهان | پکن، چین             | ۴ام                  | دو ۴۰۰ متر بامانع    | ۵۷٫۰۳                |
| ۲۰۰۷                 | بازی‌های آفریقای               | الجزیره، الجزایر     | ۱ام                  | دو ۴۰۰ متر بامانع    | ۵۴٫۹۳ رکورد جدید     |
| ۲۰۰۷                 | بازی‌های آفریقای               | الجزیره، الجزایر     | ۳ام                  | ۴ × ۴۰۰ متر با مانع  | ۳:۳۴٫۸۴ رکورد جدید   |
| ۲۰۰۷                 | مسابقات جهانی ۲۰۰۷            | اوساکا، ژاپن         | ۱۵ام (sf)            | دو ۴۰۰ متر بامانع    | ۵۵٫۶۵                |
| ۲۰۰۷                 | بازی‌های پان عربی              | قاهره، مصر           | ۱ام                  | دو ۴۰۰ متر بامانع    | ۵۶٫۰۷                |
| ۲۰۰۷                 | بازی‌های پان عربی              | قاهره، مصر           | ۲ام                  | ۴ × ۱۰۰ متر با مانع  | ۴۷٫۴۳ رکورد جدید     |
| ۲۰۰۷                 | بازی‌های پان عربی              | قاهره، مصر           | ۱ام                  | ۴ × ۴۰۰ متر با مانع  | ۳:۳۸٫۵۶              |
| ۲۰۰۷                 | بازی‌های پان عربی              | قاهره، مصر           | ۱ام                  | هفت‌گانه              | ۴۵۹۴                 |
| ۲۰۰۸                 | بازی‌های المپیک تابستانی ۲۰۰۸  | پکن                  | ۲۰ام (h)             | دو ۴۰۰ متر بامانع    | ۵۷٫۱۶                |

### رکوردهای شخصی
- ۲۰۰ متر - ۲۳٫۸۸ (۲۰۰۷) - رکورد ملی.[۱]
- ۴۰۰ متر - ۵۳٫۳۴ (۲۰۰۴)
- ۸۰۰ متر - ۲:۰۲٫۴۳ دقیقه (۲۰۰۵) - رکورد ملی.
- ۱۰۰ متر با مانع - ۱۴٫۳۱ (۲۰۰۷) - رکورد ملی.
- دو ۴۰۰ متر بامانع - ۵۴٫۹۳ (۲۰۰۷) - رکورد ملی.
- هفت‌گانه - ۴۹۷۷ امتیاز (۲۰۰۵) - رکورد ملی